# Hans Meier (Politiker, 1913)
Hans Meier (* 30. März 1913 in Bad Harzburg; † 23. November 2001 in Worms) war ein deutscher Politiker (LDPD). Er war Oberbürgermeister von Jena, Abgeordneter der Volkskammer und Vorsitzender des LDPD-Landesvorstandes Thüringen. 1953 flüchtete er in die Bundesrepublik Deutschland.

## Leben
Meier, von Beruf kaufmännischer Angestellter, trat 1945 der Liberal-Demokratischen Partei (LDP) bei. Von Oktober 1945 bis Januar 1946 war er Verwaltungsleiter der Jenaer Stadtkämmerei, dann von Januar 1946 bis Dezember 1950 Jenaer Stadtkämmerer. Von 1947 bis 1950 war er Abgeordneter des Thüringer Landtags und 1949/1950 Vorsitzender der LDP-Fraktion im Landtag und dessen Erster Vizepräsident. Von Dezember 1950 bis März 1951 wirkte er als Kreisrat für Finanzen, Handel und Versorgung in Weimar. Von September 1952 bis Anfang März 1953 war er Oberbürgermeister der Stadt Jena. 
Von 1949 bis 1951 war Meier zunächst Beisitzer des Zentralvorstandes, von 1951 bis 1953 dann Mitglied des Zentralvorstandes und des Politischen Ausschusses des Zentralvorstandes der LDPD. Von März 1951 bis August 1952 fungierte er als geschäftsführender Vorsitzender des LDPD-Landesvorstandes Thüringen.
Ab 1947 war er Mitglied der Deutschen Wirtschaftskommission und von November 1948 bis September 1949 in deren Plenum. Von 1949 bis 1953 war er zudem Mitglied des Volksrates bzw. der Volkskammer der DDR. 
Anfang März 1953 floh Meier in die Bundesrepublik Deutschland. Dort war er Bankdirektor in einer hessischen Stadt und Unternehmensberater. Zuletzt lebte Meier in Worms.